# Agence télégraphique ottomane
L'Agence télégraphique ottomane était une agence de presse turque indépendante, fondée en 1909 et reprise en 1923 par l'Agence Anadolu.

## Histoire
L'Agence Télégraphique Ottomane a été fondée en 1909, peu après la révolution du 24 juillet 1908, dans un pays où les informations étaient encore essentiellement fournies par l'Agence Havas, française, et l'Agence Constantinople, autrichienne. Son créateur, président et propriétaire, est le "prince" Salih Gourdji, issu d'une des 500 familles juives sépharades converties à l'islam au XVIIe siècle, qui a fait des études de droit à Paris, où il est devenu un des leaders du mouvement Jeunes-Turcs, parti politique et révolutionnaire qui souhaite restaurer la Constitution ottomane de 1876. 
L'Agence Télégraphique Ottomane sera remplacée en 1914 par l'Agence Nationale Ottomane. Dès le début de la Première Guerre mondiale, son fondateur doit s'exiler à Genève, pour avoir refusé de mettre son agence de presse au service de l'Agence Continentale et des Allemands, alors maîtres de la Turquie. Il meurt en 1919.
Après la Première Guerre mondiale, en octobre 1922, l'Agence télégraphique ottomane s'allie avec les agences de presse Havas et Reuters. Mais l'Agence Anadolu, qui a succédé au "bureau de presse kémaliste", créé en 1920 par Mustafa Kemal Atatürk reprend l'agence, par un contrat d'octobre 1923, l'année de sa mort, au moment où Mustafa Kemal Atatürk expulse les occidentaux du pays.